# Các dân tộc Lào
Các dân tộc Lào hay các bộ tộc Lào là một danh từ chung để chỉ các dân tộc sống trên lãnh thổ nước CHDCND Lào.

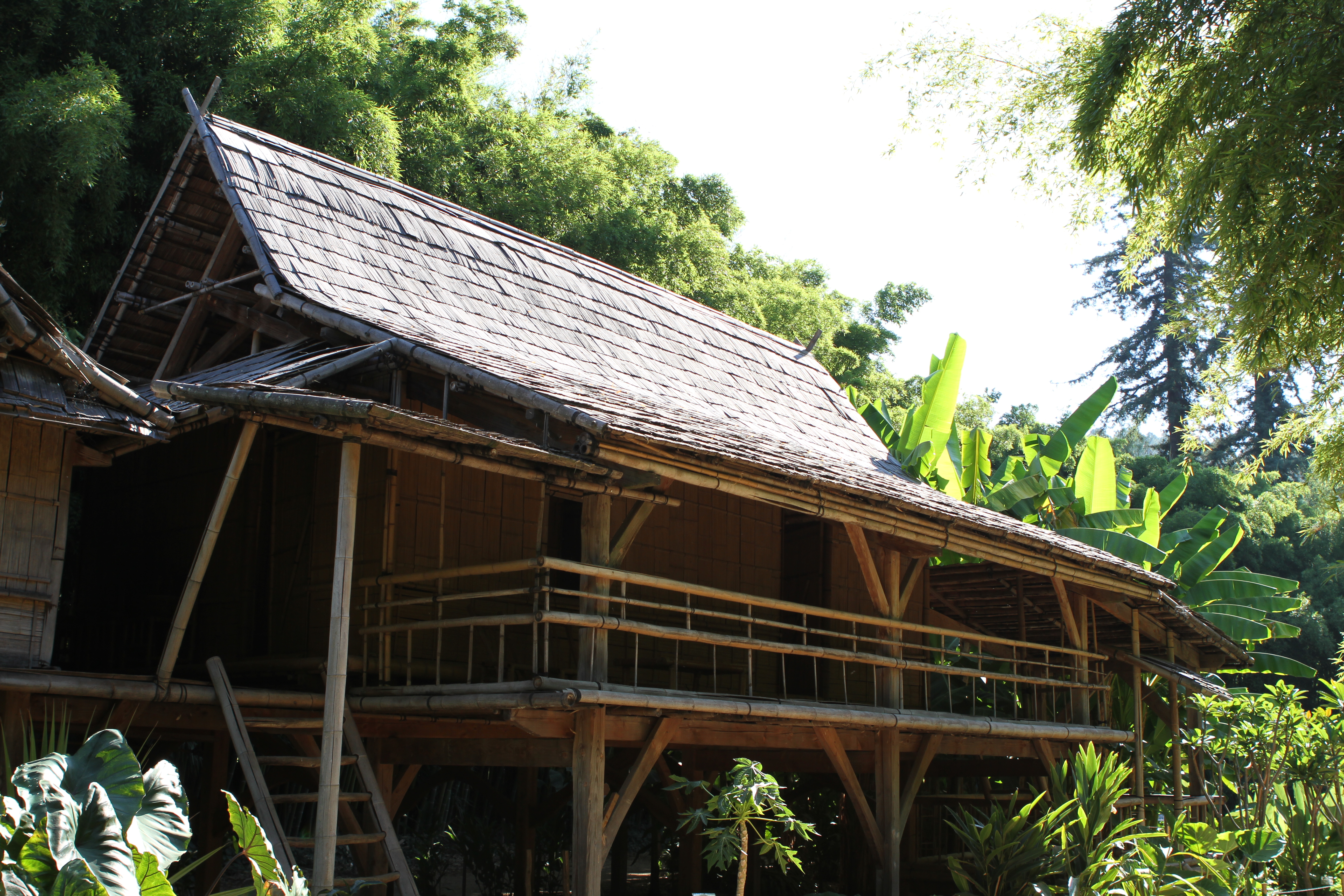
Nhà sàn của người Lào Thơng

Phần lớn các chuyên gia thống nhất trong việc phân loại dân tộc và ngôn ngữ của các dân tộc Lào. Trong điều tra dân số năm 1995, chính phủ Lào công nhận 149 nhóm dân tộc trong 47 dân tộc chính. Trong khi đó Mặt trận Lào Xây dựng Đất nước (LFNC) gần đây đã sửa đổi danh sách bao gồm 49 dân tộc với hơn 160 nhóm dân tộc.

## Khái quát
Trong số các dân tộc Lào thì người Lào là dân tộc đa số, chiếm xấp xỉ 68% dân số với 3,6 triệu người, tạo thành nhóm Lào Lùm (tiếng Lào: ລາວລຸ່ມ, tiếng Thái: ลาวลุ่ม, IPA: laːw lum), nghĩa chữ là "người Lào vùng thấp". Nó phân biệt với 
- Lào Thơng (tiếng Lào: ລາວເທິງ, Lao Theung hoặc Lao Thoeng), nghĩa chữ là "Lào trung du", gồm các dân tộc khác nhau trong đó chủ yếu là các dân tộc nói tiếng thuộc ngữ hệ Nam Á. Năm 1993, Lào Thơng chiếm khoảng 24% dân số của cả nước Lào [2].
- Lào Sủng (tiếng Lào: ລາວສູງ, Lao Soung hoặc Lao Sung) là tên chính thức ở Lào để chỉ chung những người Lào thuộc các sắc tộc thiểu số sống ở vùng núi cao.

Thuật ngữ các dân tộc thiểu số thường được sử dụng để phân loại các nhóm dân tộc phi-Lào, trong khi thuật ngữ các dân tộc bản địa không được CHDCND Lào sử dụng.
160 nhóm dân tộc sử dụng tổng cộng 82 ngôn ngữ riêng biệt.

## Phân loại
Các chuyên gia phần lớn đồng ý với cách phân loại ngôn ngữ dân tộc của các nhóm dân tộc Lào.  Theo mục đích của cuộc điều tra dân số năm 1995, chính phủ Lào đã công nhận 149 nhóm dân tộc trong 47 dân tộc chính. trong khi Mặt trận Lào Xây dựng Tổ quốc (LFNC) gần đây đã sửa đổi danh sách để bao gồm 49 dân tộc bao gồm hơn 160 nhóm dân tộc.
Thuật ngữ dân tộc thiểu số được một số người sử dụng để phân loại các nhóm dân tộc không phải là người Lào, trong khi thuật ngữ người bản địa không được chính quyền Lào sử dụng. 160 nhóm dân tộc này nói tổng cộng 82 ngôn ngữ sống riêng biệt.

## Danh sách các dân tộc

### Ngữ hệ Môn-Khmer
- Aheu (dân số khoảng 1.770 trong tỉnh Bolikhamsai)[5]
- Alak (dân số khoảng 4.000 người ở Nam Lào)[5]
- Arem (dân số khoảng 69.000 ở Lào)[5]
- Bo (dân số 2.950 ở Lào)[5]
- Bru-Vân Kiều (dân số khoảng 69.000 ở Lào)[5]
- Chứt (dân số 450 ở tỉnh Khammouane)[5]
- Halang Doan (2.350 tổng dâm số ở tỉnh Attapeu và trên Cao nguyên Kassen)[5]
- Hung (hoặc Tum) (dân số 2.000 người ở các tỉnh Bolikhamsai và tỉnh Khammouane)[5]
- Ir (dân số 4.420 ở tỉnh Saravane)[5]
- Giẻ (dân số 8.013 ở Nam Lào)[5]
- Katang (dân số 8.013 ở Nam Lào)[5]
- Katu (14,700 dân số tại Lào)[5]
- Khlor (dân số 6.000 ở Lào)[5]
- Khmer (dân số 10.400 ở Lào)[5]
- Khua (dân số 2.000 ở Lào)[5]
- Kri
- Kuy (51.180 dân số ở Lào)[5]
- Brâu[6]
- Lave (12.750 dân số ở Lào)[5]
- Laven (40.519 dân số ở Lào)[5]
- Lavi [7]
- Maleng (800 dân số ở Lào)[5]
- Môn
- Ngae (dân số 12.189 ở Lào)[5]
- Nguồn
- Nyaheun[5]
- Ong[5]
- Oi (dân số 23.500 ở Lào)[5]
- Pakoh[5]
- Phong-Kniang [5]
- Sadang [7]
- Salang [5]
- Sapuan [5]
- Makong[5]
- Sou[5]
- Souei
- Taliang[5]
- Tà Ôi[5]
- Kinh (dân số 76.000 ở Lào)[5]
- Kháng (dân số 1.000 ở tỉnh Huaphan, bắc Xiêng Khoảng)
- Yae [7]

### Ngữ chi Đức Ngang
- Bit (dân số 1.530 người ở Lào)[5]
- Con (dân số 1.000 người ở tỉnh Luang Namtha)[5]
- Samtao (dân số 2.359 ở Lào)[5]
- Lamet (dân số 16.740 ở Lào)[5]

### Ngữ chi Khơ Mú
- Khơ Mú (dân số 389.694 ở Lào)[5]
- Khuen (dân số khoảng 8.000 ở Lào)[5]
- Mal (dân số 23.200 ở Lào)[5]
- Mlabri (dân số khoảng 8.000 ở Lào [5] còn được gọi là Yumbri)
- Ơ Đu[5]
- Phai (dân số 15.000 ở Lào)[5]
- Xinh Mun (dân số 3.164 ở Lào, bao gồm Phong-Kniang và Puoc, còn được gọi là  Sing Mun )[8]

### Ngữ tộc Tạng-Miến
- Lô Lô
  - Kaw (dân số khoảng 58.000 ở Lào)[5]
  - Hà Nhì (dân số 1.122 ở tỉnh Phongsaly)[5]
  - Kaduo(dân số 5.000 người ở biên giới Lào-Trung)[5]
  - La Hủ (dân số 8.702 ở Lào, còn được gọi là Museu)[5]
  - La Hủ Vàng (dân số 3.240 ở Lào)[5]
  - Phana[5]
  - Cống[5]
  - Si La[5]
- Kado (dân số 225 ở tỉnh Phongsaly)[5]

### Ngữ hệ H'Mông-Miền
- Hmong Daw (dân số 200.000 người ở Lào)[5]
- Hmong Njua (dân số 245.600 người ở Lào)[5]
- Người Dao (dân số 20.250 người) [5]
- Kim Môn (dân số 4.500 người ở Lào)[5]

### Ngữ hệ Thái-Kradai
- Thái Đỏ[5]
- Thái Đen[5]
- Tai Gapong
- Tai He [9] (hoặc Tai E)
- Tai Khang (dân số 47.636 tại Lào)[5]
- Tay Khang [5]
- Thái Trắng[5]
- Kongsat
- Kuan (dân số 2.500 người ở Lào)[5]
- Tai Laan
- Tai Maen [5]
- Lào (dân số 3.000.000 người ở Lào)[5]
- Lào Lùm[5]
- Tai Long[5]
- Lự (dân số 300.000 người ở Lào)[5]
- Isản (bao gồm cả người Tai Kaleun và người Isan)
- Thái Na[5]
- Kassak|(nằm ngay phía nam và đông nam của Luang Prabang, trong vùng giáp ranh với sông Nam Khan, Phu Hin Salik, sông Nam Sanane, sông Nam Ming và sông Nam Khan đến Huyện giáp ngeun). bí ẩn dân tộc học và lịch sử. Trong Tạp chí Văn hóa Tài, Tập 24. Cuộc nghiên cứu về Tài liên ngành. ISSN 1431-1240</ref>
- Nùng[5]
- Nyaw
- Tai Pao[5]
- Tai Peung
- Người Phuan|Phuan (dân số 106.099 tại Lào)[5]
- Phu Thái (dân số 154.400 người ở Lào)[5]
- Saek [5]
- Thái Sam
- Tay Dọ
- Tayten
- Yoy[5]
- Người Choang (bao gồm Người Nùng)
- Shan
- Yang